# Camponotus aurocinctus
Camponotus aurocinctus är en myrart som först beskrevs av Smith 1858.  Camponotus aurocinctus ingår i släktet hästmyror, och familjen myror. Inga underarter finns listade.

## Bildgalleri

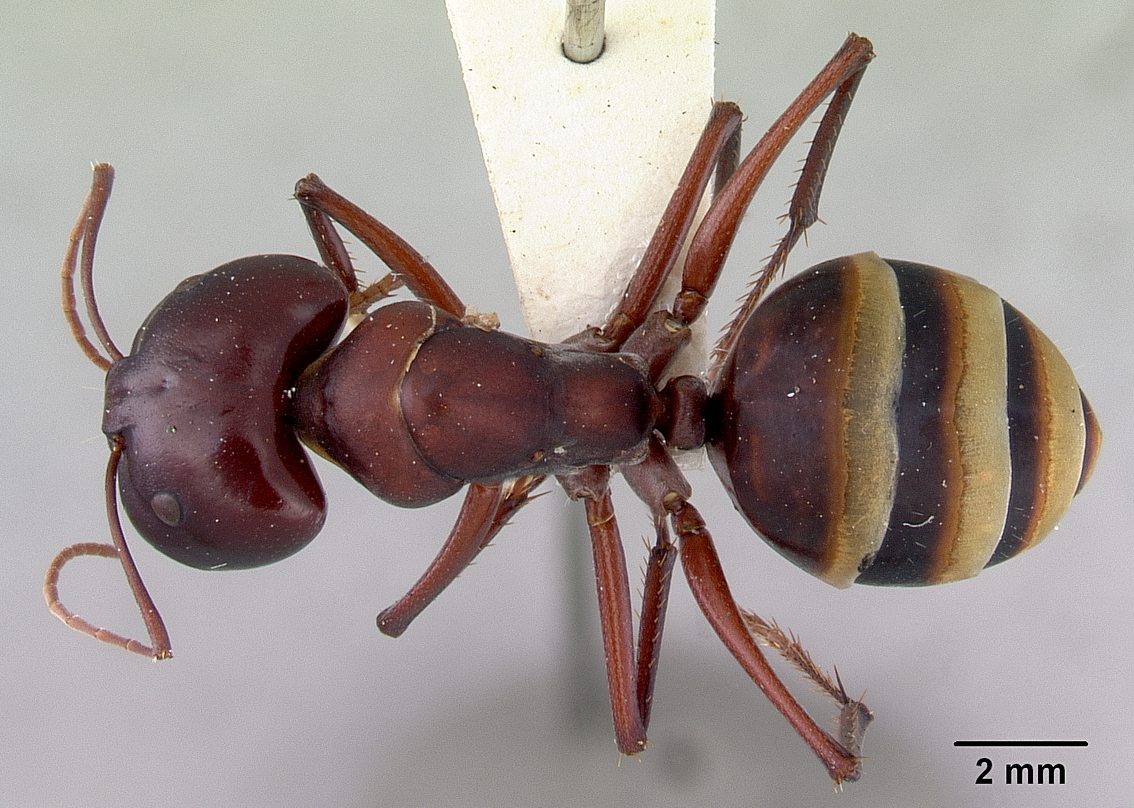
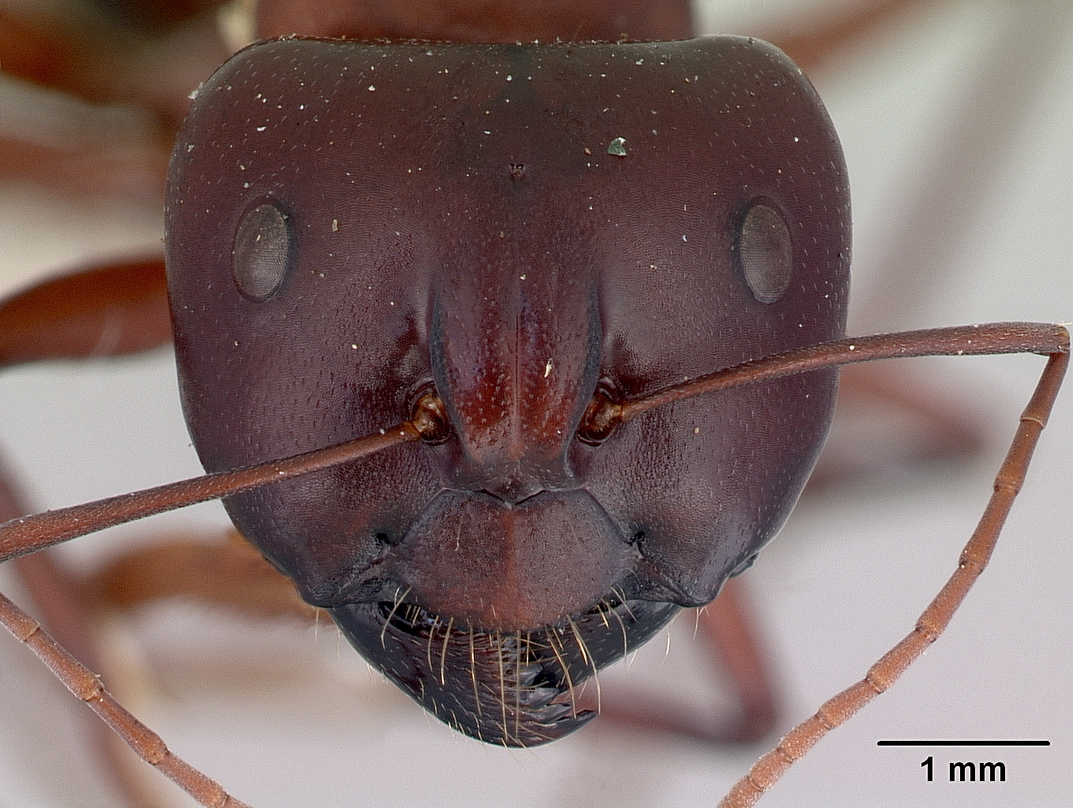
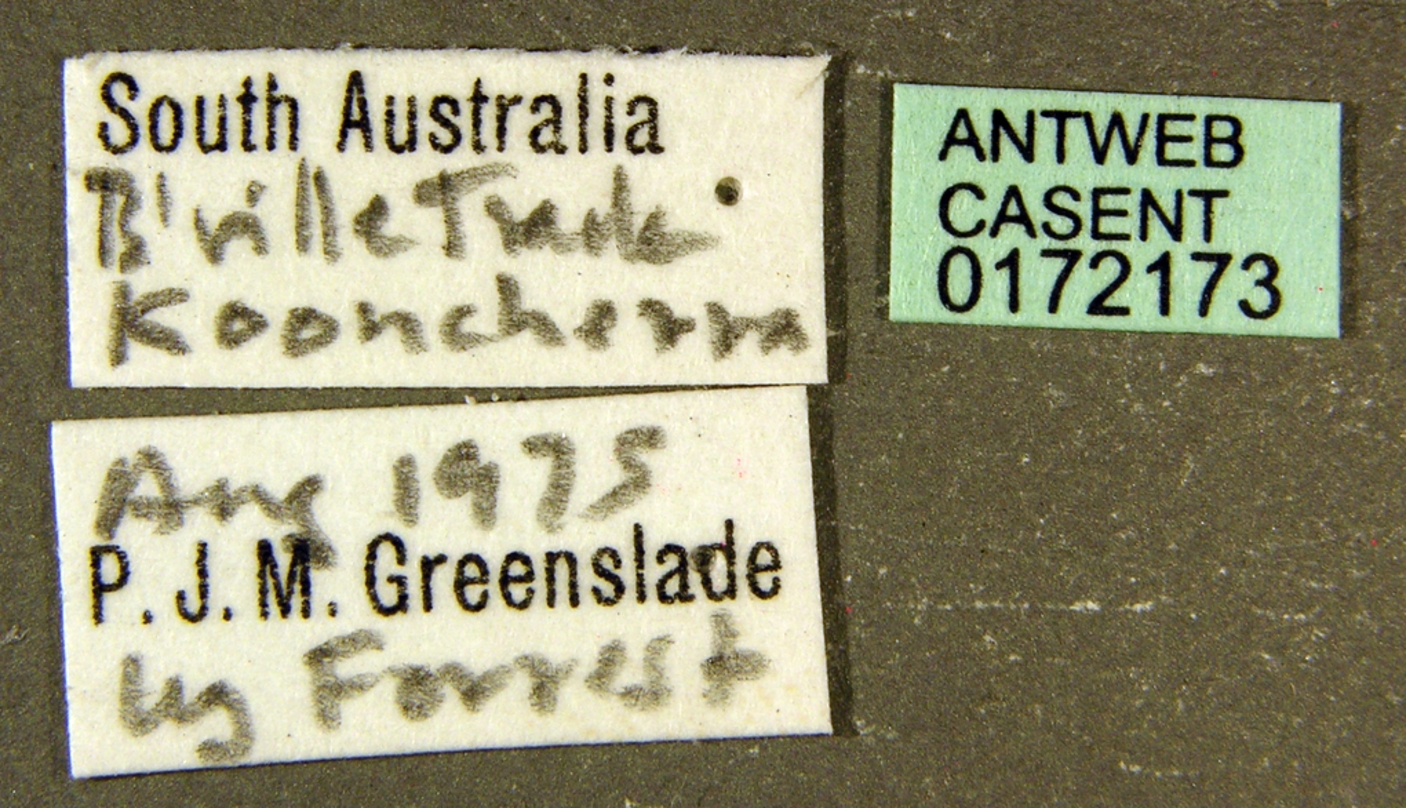
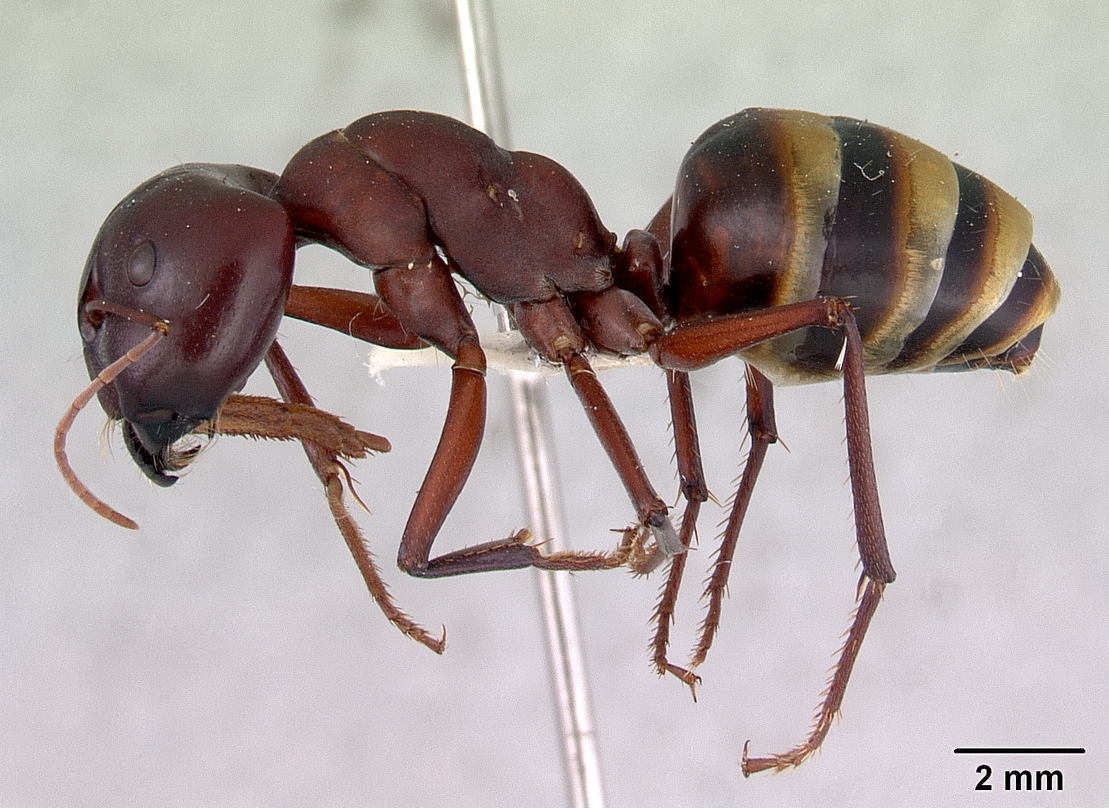
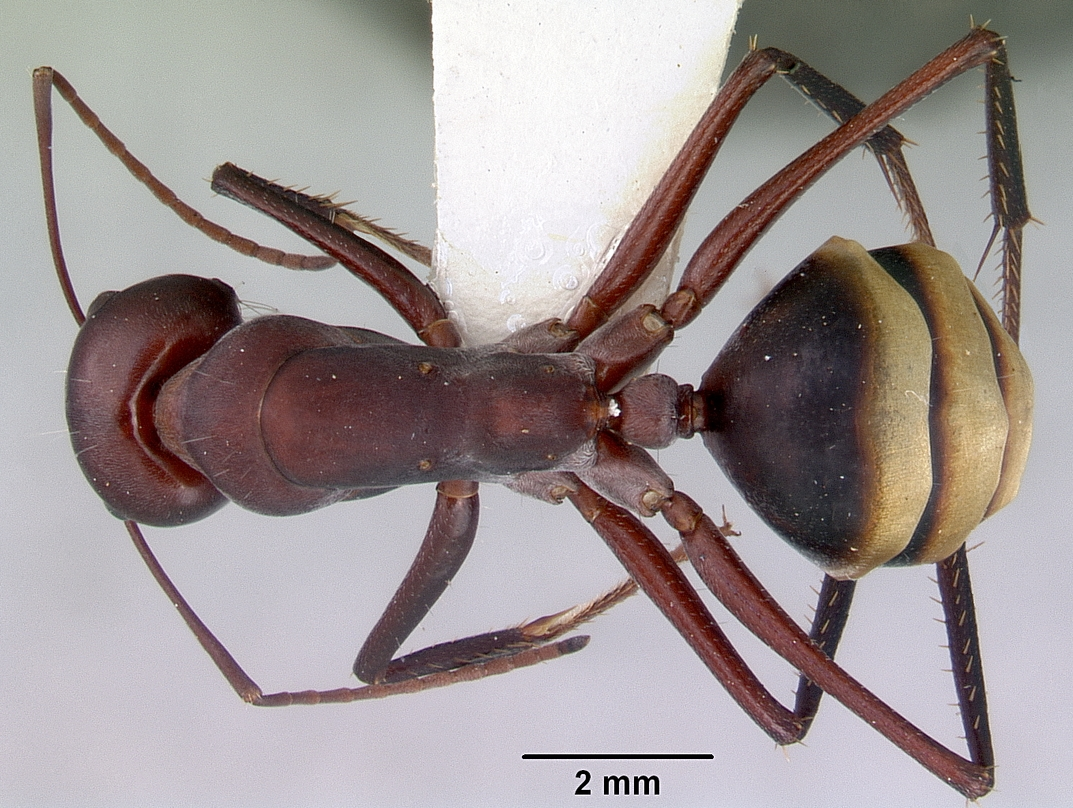
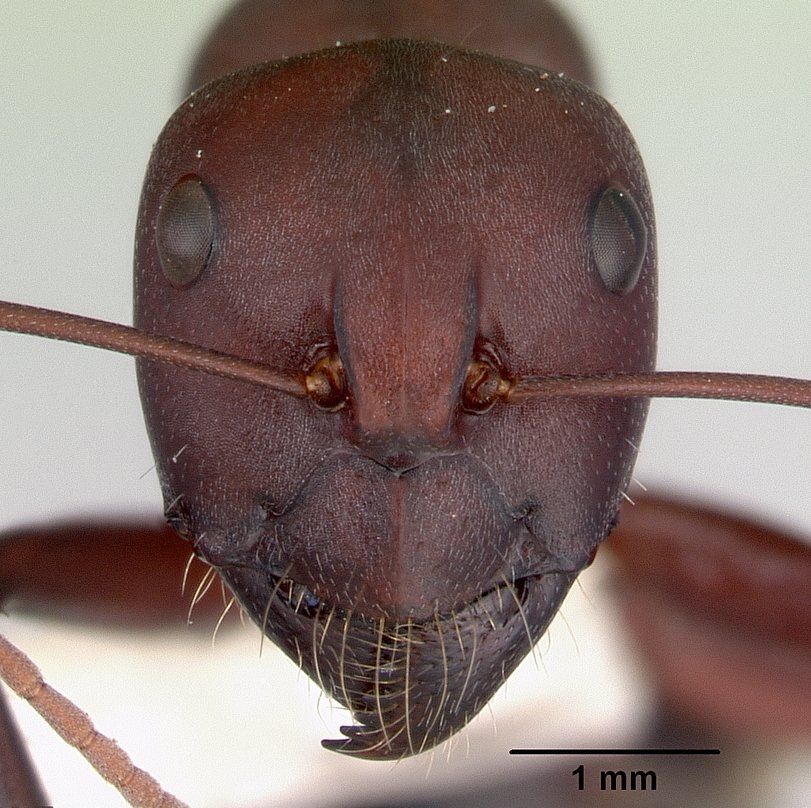